# SoundHound
SoundHound é uma empresa de IA de voz e reconhecimento de fala fundada em 2005. Ela desenvolve reconhecimento de fala, compreensão de linguagem natural , reconhecimento de som e tecnologias de pesquisa. Seus produtos apresentados incluem uma plataforma de desenvolvedor de IA de voz, SoundHound Chat AI, um assistente digital habilitado para voz e um aplicativo móvel de reconhecimento de música SoundHound. Os principais setores verticais incluem os setores automotivo, de dispositivos IoT, de restaurantes e de atendimento ao cliente. A sede da empresa fica em Santa Clara , Califórnia.

## História

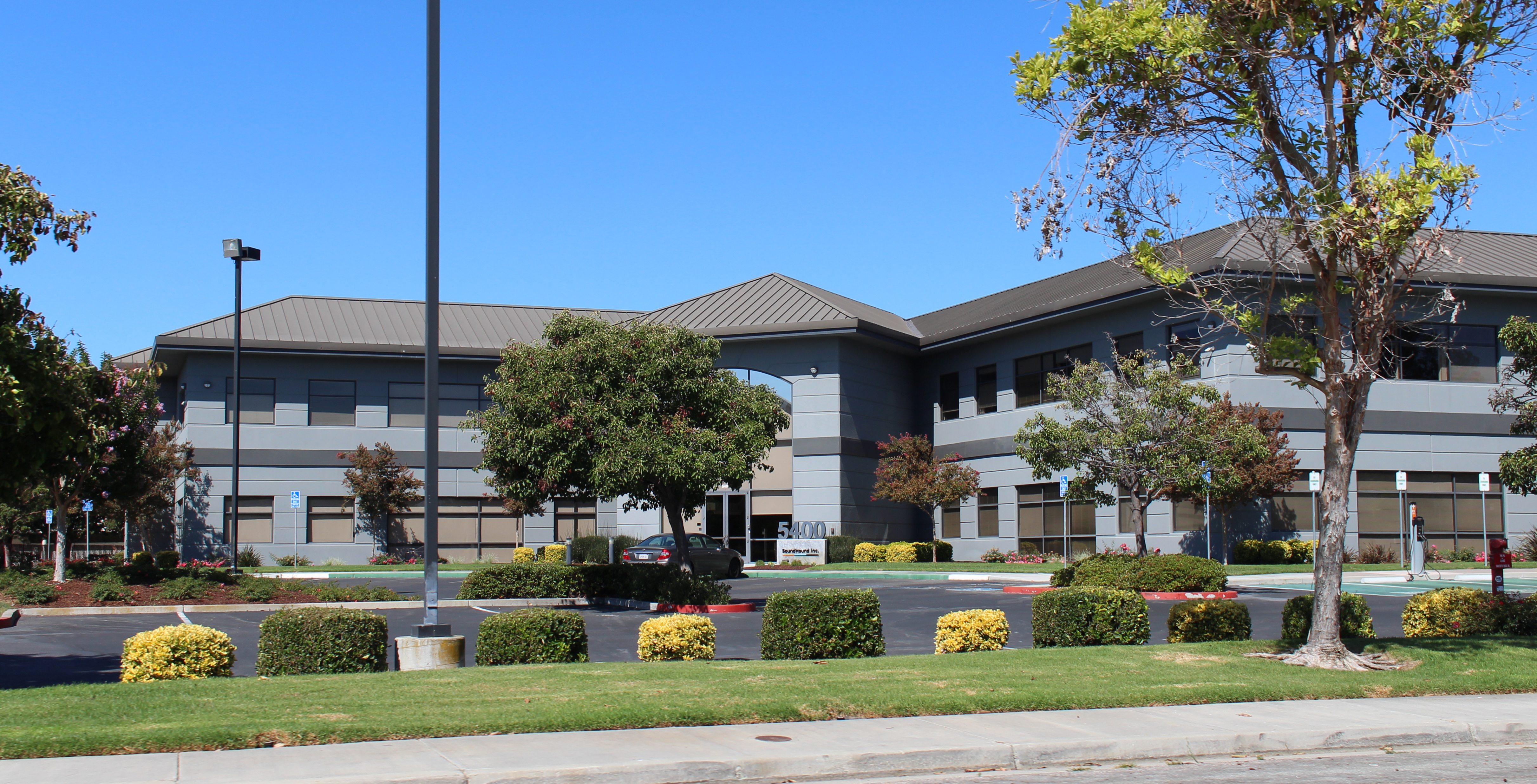
Sede em Santa Clara

A empresa foi fundada em 2005 por Keyvan Mohajer, um cientista da computação iraniano-canadense que fundou vários empreendimentos pontocom antes de iniciar a SoundHound.
Em 2009, o aplicativo Midomi da empresa foi rebatizado como SoundHound, mas ainda está disponível como versão web em midomi.com.
Em 2015, o SoundHound tornou-se o primeiro serviço de reconhecimento musical a ser enviado em automóveis, em parceria com a Hyundai , no novo modelo Genesis.
Em maio de 2016, o SoundHound tinha mais de 300 milhões de usuários em todo o mundo.
Em 2018, a SoundHound Inc. anunciou parcerias com Hyundai, Mercedes-Benz e Honda para fornecer interação de voz para seus produtos usando sua plataforma de IA de voz Houndify.
SoundHound ganhou o Prêmio Webby de Produtividade (Voz) 2020 na categoria Aplicativos, Celular e Voz.
Em 16 de novembro de 2021, a SoundHound anunciou planos de se tornar uma empresa pública por meio de uma fusão da SPAC com  Archimedes Tech SPAC Partners Co.
Em 28 de abril de 2022, a empresa combinada SoundHound AI, Inc. abriu o capital, listada sob o símbolo SOUN na Nasdaq.
Em 2022, a empresa demitiu 10% de seu pessoal e aplicou cortes salariais, e foi relatado que a SoundHound arrecadou menos da metade do que originalmente projetou em seu acordo de fusão SPAC.  Em janeiro de 2023, a empresa demitiu aproximadamente 50% de seus funcionários e ofereceu 2 semanas de indenização. Em abril de 2023, a SoundHound garantiu US$ 100 milhões em financiamento estratégico.
Em dezembro de 2023, a SoundHound adquiriu a SYNQ3 Restaurant Solutions, uma fornecedora de IA de voz para restaurantes, por US$ 25 milhões.

## Financiamento
De acordo com um artigo de junho de 2015, a SoundHound Inc. levantou um total de US$ 40 milhões em financiamento da Global Catalyst Partners , Translink Capital, Walden Venture Capital e outros investidores.  Isso incluiu US$ 7 milhões em uma rodada de financiamento da Série B que a empresa garantiu em outubro de 2008, elevando o total de fundos arrecadados para US$ 12 milhões naquela época. A rodada foi liderada pela TransLink Capital com a participação da JAIC America e do investidor Série A Global Catalyst Partners. Em 2009, atraiu financiamento adicional de Larry Marcus da Walden Venture Capital, que já havia investido nas startups musicais Pandora e Snocap . A rodada de financiamento de US$ 4 milhões foi liderada pela Walden Venture Capital VII, com a participação de um fabricante de dispositivos não identificado.
Em janeiro de 2017, a empresa levantou outros US$ 75 milhões em uma rodada de investimentos que incluiu Nvidia , Samsung , Kleiner Perkins Caulfield & Byers e outros.
Em janeiro de 2018, a avaliação da empresa atingiu US$ 1 bilhão.  Anunciado em maio de 2018, o SoundHound arrecadou US$ 100 milhões em uma rodada de financiamento liderada pela Tencent e acompanhada pela Daimler AG , Hyundai Motors , Midea Group e Orange SA.
Em novembro de 2021, a Soundhound anunciou pela primeira vez a fusão com a Archimedes Tech SPAC Partners Co para abrir o capital com avaliação de US$ 2,1 bilhões, com US$ 111 milhões em investimentos da Oracle, Qatar First Bank, Koch Industries e MKaNN Ventures, Cota Capital, VIZIO, HTC, FIH Mobile (uma empresa do Foxconn Technology Group) e outros. A transação foi fechada em abril de 2022.